# Kassim Majaliwa

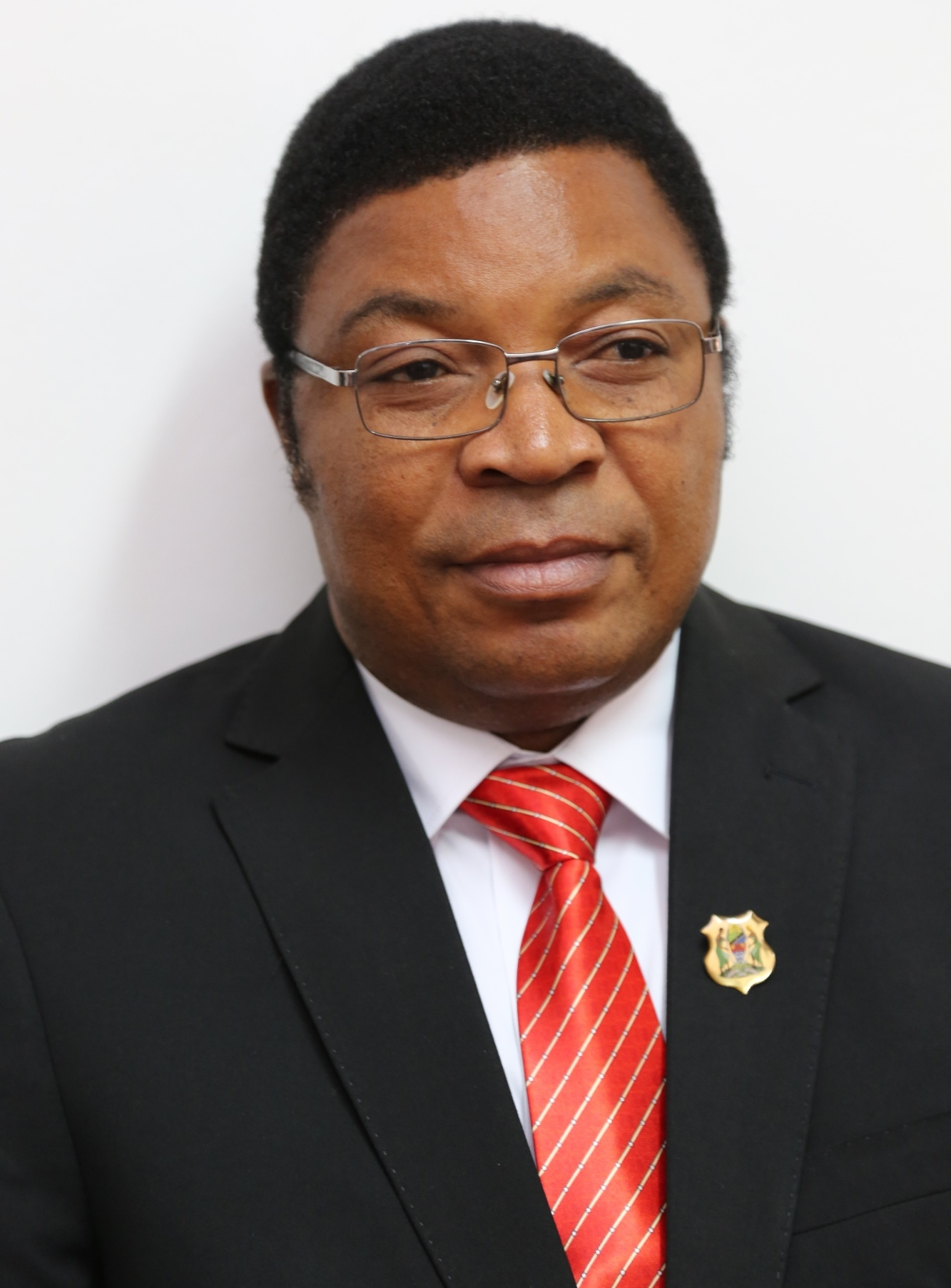
Kassim Majaliwa

Kassim Majaliwa (* 22. Dezember 1960) ist ein tansanischer Politiker der Chama Cha Mapinduzi und seit dem 20. November 2015 der 10. Premierminister seines Landes.

## Leben
Majaliwa wurde am 22. Dezember 1960 in eine muslimische Familie geboren. 1983 schloss er seine Schulausbildung an der Kigonsera Secondary School ab. Während er von 1988 bis 2000 als Lehrer tätig war, erwarb er 1993 ein Lehrdiplom vom Mtwara Teacher Training College und 1998 einen Bachelor of Education von der University of Dar es Salaam. Anschließend schloss er sich der Gewerkschaftsbewegung an und war zwischen 1999 und 2006 Bezirkssekretär und Regionalsekretär in der Tanzania Teachers' Association. 2006 wurde er zum Bezirkskommissar für den Distrikt Urambo ernannt. Er blieb in dieser Funktion bis zu seiner Wahl als Abgeordneter in die Nationalversammlung für die Chama Cha Mapinduzi und stellvertretender Staatsminister im Büro des Premierministers für Regionalverwaltung und Kommunalverwaltung im Jahre 2010.
Seit dem 20. November 2015 ist er als Nachfolger von Mizengo Pinda der 10. Premierminister von Tansania. Dass Präsident John Magufuli ihn ernennt, war eine Überraschung, auch für ihn selbst, da er ein relativer Neuling in der Wahlpolitik war. Seine Auswahl wurde seiner Demut, Ehrlichkeit, Arbeitsmoral, regionalen Überlegungen sowie Erfahrung im Bildungswesen als Lehrer, Gewerkschafter und stellvertretender Minister zugeschrieben, zudem sollte der neue Premierminister dem südlichen Teil des Landes kommen, aus dem Majaliwa stammt. Die Opposition kritisierte seine Auswahl und verwies auf seine mangelnde Erfahrung.